# Dasyophthalma lycaon
Dasyophthalma lycaon är en fjärilsart som beskrevs av Lucas 1835. Dasyophthalma lycaon ingår i släktet Dasyophthalma och familjen praktfjärilar. Inga underarter finns listade i Catalogue of Life.